# Adrian Paul Heath
Adrian Paul Heath (Newcastle-under-Lyme, Staffordshire, 11 de gener de 1961) és un antic jugador de futbol anglès de les dècades de 1980 i 1990, posteriorment entrenador.

## Trajectòria
Començà la seva trajectòria a l'Stoke City, on signà el seu primer contracte professional amb 17 anys, jugant a l'equip reserva sota l'orientació de Howard Kendall. La temporada 1979-80 passà al primer equip. Les seves bones actuacions el portaren a ser internacional sots 21 amb Anglaterra. El gener de 1982 fou contractat per l'Everton FC per £750.000. A l'Everton hi jugà durant sis temporades, en les quals guanyà dues lligues angleses, una copa i una Recopa d'Europa. El 1988 fitxà per l'Espanyol, on no reeixí, retornant a Anglaterra la temporada següent. Jugà a l'Aston Villa, al Manchester City de Howard Kendall durant dues temporades, novament a l'Stoke City i acabà la seva carrera a Sheffield United i Burnley.
Començà la seva trajectòria d'entrenador el març de 1996 al Burnley, esdevenint jugador-entrenador. També entrenà a clubs com el Sheffield United i Coventry City.

## Estadístiques
| Club             | Temporada    | Lliga           | Lliga   | Lliga | Copa    | Copa | Copa de la Lliga | Copa de la Lliga | Altres  | Altres | Total   | Total |
| Club             | Temporada    | Divisió         | Partits | Gols  | Partits | Gols | Partits          | Gols             | Partits | Gols   | Partits | Gols  |
| ---------------- | ------------ | --------------- | ------- | ----- | ------- | ---- | ---------------- | ---------------- | ------- | ------ | ------- | ----- |
| Stoke City       | 1978-79      | Second Division | 2       | 0     | 0       | 0    | 2                | 0                | 0       | 0      | 4       | 0     |
| Stoke City       | 1979-80      | First Division  | 38      | 5     | 1       | 0    | 4                | 0                | 0       | 0      | 43      | 5     |
| Stoke City       | 1980-81      | First Division  | 38      | 6     | 2       | 1    | 1                | 0                | 0       | 0      | 41      | 7     |
| Stoke City       | 1981-82      | First Division  | 17      | 5     | 1       | 0    | 2                | 0                | 0       | 0      | 20      | 5     |
| Stoke City       | Total        | Total           | 95      | 16    | 4       | 1    | 9                | 0                | 0       | 0      | 108     | 17    |
| Everton FC       | 1981-82      | First Division  | 22      | 6     | 0       | 0    | 0                | 0                | 0       | 0      | 22      | 6     |
| Everton FC       | 1982-83      | First Division  | 38      | 10    | 5       | 1    | 4                | 0                | 0       | 0      | 47      | 11    |
| Everton FC       | 1983-84      | First Division  | 36      | 12    | 7       | 2    | 11               | 4                | 0       | 0      | 54      | 18    |
| Everton FC       | 1984-85      | First Division  | 17      | 11    | 0       | 0    | 4                | 1                | 5       | 1      | 26      | 13    |
| Everton FC       | 1985-86      | First Division  | 26      | 10    | 6       | 2    | 3                | 1                | 5       | 2      | 40      | 15    |
| Everton FC       | 1986-87      | First Division  | 41      | 11    | 3       | 0    | 4                | 3                | 4       | 2      | 52      | 16    |
| Everton FC       | 1987-88      | First Division  | 29      | 9     | 8       | 1    | 7                | 2                | 2       | 0      | 46      | 12    |
| Everton FC       | 1988-89      | First Division  | 7       | 2     | 0       | 0    | 2                | 0                | 1       | 0      | 10      | 2     |
| Everton FC       | Total        | Total           | 226     | 71    | 29      | 6    | 35               | 11               | 17      | 5      | 307     | 93    |
| RCD Espanyol     | 1988-89      | Primera Divisió | 24      | 1     | 0       | 0    | 0                | 0                | 0       | 0      | 24      | 1     |
| RCD Espanyol     | Total        | Total           | 24      | 1     | 0       | 0    | 0                | 0                | 0       | 0      | 24      | 1     |
| Aston Villa      | 1989-90      | First Division  | 9       | 0     | 1       | 0    | 2                | 0                | 0       | 0      | 12      | 0     |
| Aston Villa      | Total        | Total           | 9       | 0     | 1       | 0    | 2                | 0                | 0       | 0      | 12      | 0     |
| Manchester City  | 1989-90      | First Division  | 12      | 2     | 0       | 0    | 0                | 0                | 0       | 0      | 12      | 2     |
| Manchester City  | 1990-91      | First Division  | 35      | 1     | 2       | 0    | 3                | 0                | 2       | 0      | 42      | 1     |
| Manchester City  | 1991-92      | First Division  | 28      | 1     | 1       | 0    | 5                | 2                | 1       | 0      | 35      | 3     |
| Manchester City  | Total        | Total           | 75      | 4     | 3       | 0    | 8                | 2                | 3       | 0      | 89      | 6     |
| Stoke City       | 1991-92      | Third Division  | 6       | 0     | 0       | 0    | 0                | 0                | 4       | 0      | 10      | 0     |
| Stoke City       | Total        | Total           | 6       | 0     | 0       | 0    | 0                | 0                | 4       | 0      | 10      | 0     |
| Burnley          | 1992-93      | Second Division | 43      | 19    | 5       | 3    | 1                | 0                | 1       | 0      | 50      | 22    |
| Burnley          | 1993-94      | Second Division | 41      | 9     | 4       | 1    | 3                | 0                | 5       | 0      | 53      | 10    |
| Burnley          | 1994-95      | First Division  | 27      | 0     | 3       | 2    | 4                | 0                | 0       | 0      | 34      | 2     |
| Burnley          | 1995-96      | Second Division | 4       | 0     | 0       | 0    | 1                | 0                | 1       | 0      | 6       | 0     |
| Burnley          | Total        | Total           | 115     | 28    | 12      | 6    | 9                | 0                | 7       | 0      | 143     | 34    |
| Sheffield United | 1995-96      | First Division  | 4       | 0     | 1       | 0    | 0                | 0                | 0       | 0      | 5       | 0     |
| Burnley          | 1995-96      | Second Division | 3       | 0     | 0       | 0    | 0                | 0                | 0       | 0      | 3       | 0     |
| Burnley          | 1996-97      | Second Division | 2       | 0     | 0       | 0    | 0                | 0                | 0       | 0      | 2       | 0     |
| Career Total     | Career Total | Career Total    | 559     | 120   | 50      | 13   | 63               | 13               | 31      | 5      | 703     | 151   |

## Palmarès
Everton
- Lliga anglesa de futbol:
  - 1984-85, 1986-87
- FA Cup:
  - 1983-84
- FA Charity Shield:
  - 1984, 1985, 1986, 1987
- Recopa d'Europa de futbol:
  - 1984-85

Burnley
- Football League Second Division play-offs:
  - 1994

Stoke City
- Football League Trophy:
  - 1992